# Karel Kobliha
Karel Kobliha (* 1980) je český reprezentant ve sportovním rybolovu a několikanásobný mistr světa v rybolovné technice z MRS p. s. Jihlava.

## Výkony a ocenění
- 2014: první český titul mistra světa v devítiboji[2]
- 2015: jako pátý muž ve světě obhájil devítiboj[3]

### Závodní výsledky
| Mistrovství světa       | Mistrovství světa | Mistrovství světa | Mistrovství světa | Mistrovství světa |
| Disciplíny / Rok        | 2013              | 2014              | 2015              | 2016              |
| ----------------------- | ----------------- | ----------------- | ----------------- | ----------------- |
| D1 Muška na cíl         | 10                | 23                | 14                | 31                |
| D2 Muška dálka jednoruč | 2                 | 3                 | 3                 | 1                 |
| D3 Zátěž arenberg       | 8                 | 35                | 4                 | 4                 |
| D4 Zátěž na cíl         | 18                | 7                 | 3                 | 10                |
| D5 Zátěž dálka jednoruč | 11                | 8                 | 19                | 8                 |
| D6 Muška dálka obouruč  | 5                 | 3                 | 13                | 2                 |
| D7 Zátěž dálka obouruč  | 25                | 21                | 23                | 28                |
| D8 Multi na cíl         | 17                | 9                 | 6                 | 15                |
| D9 Multi dálka obouruč  | 13                | 10                | 9                 | 11                |
|                         |                   |                   |                   |                   |
| Pětiboj                 | 2                 | 2                 | 2                 | 4                 |
| Sedmiboj                | 1                 | 2                 | 5                 | 3                 |
| Devítiboj               | 3                 | 1                 | 1                 | 2                 |
| Družstva                | —                 | —                 | —                 | —                 |